# Kaffe
 Denne artikel omhandler kaffedrikken. Opslagsordet har også en anden betydning, se Kaffe-slægten.
Kaffe (coffea) er en betegnelse for både den drik, der laves ved at blande tørrede, ristede og malede kaffebønner med varmt vand, og kaffetræet, som disse bær gror på. Kaffedrikken laves ved at udtrække det afhængighedsskabende og fysisk og psykisk virksomme stof koffein og en lang række af andre vandopløselige stoffer og æteriske olier fra kaffebønnerne i varmt vand.
Kaffesmagen dannes af de vandopløselige stoffer samt æteriske olier. Der er identificeret flere hundrede stoffer, der bidrager til smagen. Stofferne kommer fra forskellige led i kaffens produktion. Smagen afhænger derfor af både dyrkningen af kaffetræet, efterhøstbehandlingen af kaffebærrene, ristningen af bønnerne, malningen af bønnerne og til sidst brygningen af drikken.

## Verdensproduktion
| Top 10 producenter af kaffe 2018 |                  |
| Land                             | Produktion (Ton) |
| Brasilien                        | 3.556.638        |
| Vietnam                          | 1.616.307        |
| Indonesien                       | 722.461          |
| Colombia                         | 720.634          |
| Honduras                         | 481.053          |
| Etiopien                         | 470.221          |
| Peru                             | 369.622          |
| Indien                           | 326.982          |
| Guatemala                        | 245.580          |
| Uganda                           | 211.200          |

### Afhængigsskabende
Der kan ses visse former for psykisk tilvænning hos regelmæssige brugere, særligt kaffedrikkere, men her kan både smag og duft godt spille en væsentlig rolle sammen med de sociale omgangsformer i forbindelse med indtagelse af kaffe.

### Udbredelse
Kaffetræet vokser i det tropiske bælte mellem Krebsens vendekreds og Stenbukkens vendekreds.
Ordet "kaffe" stammer fra det arabiske ord qahwa.

## Kaffens historie
Dyrkning af kaffe begyndte i Kaffa-provinsen i Etiopien. Herfra kom den til Yemen via havnebyen Mokka. Kaffedrikningen udbredtes hurtigt i den islamiske verden, og vores ord for kaffe kommer via italiensk caffè og tyrkisk kahveh af arabisk qahwa, "kaffe", der siges oprindeligt at betyde "vin", men måske snarere Kaffa-provinsen. (I Kaffa kaldes kaffe buno, som er blevet et låneord i arabisk, bunn, med betydningen "rå kaffebønner"). Yemen var den første store eksportør af kaffe, og derfor måtte ingen kaffeplante føres ud af landet. Men i 1500-tallet tog en muslimsk pilgrim nogle kaffebønner med ud af Yemen og plantede dem med held i Indien. Via Arabien dukkede kaffen op i Europa 1515-1519. I 1675 var der omkring 3.000 kaffehuse i England. Kaffeplantager fandtes i 1727 i Brasilien, der er den største kaffedyrkende nation i dag.
Den tyske botaniker Leonhart Rauwolf fra Augsburg rejste til Jerusalem 1573-1576, og udgav efter sin hjemkomst Aigentliche beschreibung der Raiß ... inn die Morgenländer i Lauingen i 1582. Rauwolfs rejseberetning er den tidligste, trykte omtale af kaffe i Europa. Venetianske handelsmænd i Istanbul kendte også til drikken, og den italienske botaniker Prosper Alpinus, der besøgte Egypten i 1580, beskrev kaffe i sine beretninger De Medicina Aegyptorum Libri quatuor (1591) og De Plantis Aegypti Liber (1592). Sidstnævnte indeholder den første trykte illustration af kaffeplanten. I den første omtale af kaffe på engelsk staves ordet som "chaoua"; nemlig i en udgave af Jan Hugo van Linschootens Travels oversat fra hollandsk og udgivet i London i 1598. Stavemåden er mere genkendelig i Sherleys Travels fra 1601, hvor der omtales "a certain liquor which they call coffe." I 1603 beskrev den engelske kaptajn John Smith (som blev reddet af Pocahontas og grundlagde staten Virginia) "coffa" i sin rejseberetning.
Hollænderne udbredte kaffeplanterne til kolonierne i Sydøstasien, herunder Java i 1699 og Ceylon, og kaffen udbredtes derefter til Vestindien.

Kaffens betydning for kulturhistorien og oplysningstidens demokratidannelse ses i de europæiske kaffehuse, hvor det nye handelsborgerskab debatterede politiske rettigheder. Det første kaffehus skal være åbnet i Oxford i 1650 af en jøde. Londons første kaffehus siges at være det, der blev åbnet på kirkegården St Michael Cornhill i 1652 af Pasqua Roseé, født i Ragusa. Som tjener for en britisk handelsmand i Smyrna, havde Roseé fået smag for den tyrkiske drik. Hans udsalg blev hurtigt et populært mødested, og kaffehus-konceptet bredte om sig på trods af modstand, også fra kong Charles 2.  En reklame for Roseés kaffehus opbevares den dag i dag i British Museum. Her lovprises kaffens medicinske kvaliteter, som blandt meget andet blev påstået at forhindre abort hos gravide. Alle var dog ikke lige overbevist. I Kvindernes bønskrift mod kaffe angiveligt forfattet af kvinder i London i 1674 hævdes det, at drikken "gør mænd lige så ufrugtbare som de ørkner, fra hvilke det ulyksalige bær siges at være hentet."  Mændene udfærdigede et svar, hvor de forklarede, at "vi ønskede en drik, der gør os på én gang ædru og muntre..." og tilføjede, at kaffen forbedrede deres potens og sædkvaliteten.

## Kaffe i Danmark
Kaffen menes at være kommet til Danmark i 1665; men først omkring 1820 var den ved at vinde indpas hos Sjællands bønder. Købmand Ole Lund, indehaver Ole Lunds Gård i Kalundborg 1866-1903, fortalte, at han i sin bedstefars tid oplevede, at en gårdmand fra Kelleklinte havde købt et lille parti rå kaffebønner.
Gårdmanden fik i butikken nøje besked om, hvordan han skulle brænde, knuse og behandle dem. En tid efter kom manden dog tilbage og var meget misfornøjet. Han forklarede, at hans kone først havde svedet bønnerne på en pande, derefter knust dem med en dunk, hældt en spand vand over dem og kogt det hele i en gryde, men måtte opgive at få dem møre. Til sidst havde hun hældt det hele gennem en si og slået det tynde ud. Det tykke kom hun i et lerfad med en klat smør i. "Og så prøvede vi på at dyppe det i mælk; men der var rigtignok kuns en liden behagelighed ved den spise."
I Hverdaglivets Kemi fra 1863 blev man også advaret mod forfalsket kaffe: "Kaffehandleren forfalsker sin kaffe med Cichorie for at forøge sin Fordel. Cichoriefabrikanten forfalsker sin Cichorie med venetiansk Bolus for at behage Kaffehandlerens Øje, og Producenten af Bolus blander sit Produkt med Teglstensstøv for ved større Billighed og flere Farvenuancer at sikre sig Cichoriehandlerens Gunst." 
Under 2.verdenskrig blev importen af kaffe næsten stoppet og rationeret til oktober 1952. Der blev udviklet erstatningskaffe, lavet af bl.a. cikorierod.

## Kaffens bioaktive stoffer
Kaffe indeholder en del bioaktive stoffer, bl.a. kemiske forbindelser, der indvirker på centralnervesystemet, fedtstofskiftet og glukosestofskiftet. De vigtigste er koffein, cafestol, kahweol, klorogensyrer, trigonellin og magnesium. Det er påvist, at kaffe har en sundhedsfremmende effekt, der omfatter en formindsket risiko for type 2-diabetes, Parkinsons sygdom, blodpropper og hjerneblødning, samt en gunstig effekt på Alzheimers sygdom og depression. Kaffe har indflydelse på døgnrytmen.
Koffein, den psykoaktive ingrediens i kaffe og mange sodavand, misbruges ofte af mennesker, især i stressede aktuelle begivenheder. Det er vist, at det endocannabinoide system, via CB1-receptorer, er involveret i de centrale virkninger impliceret i de psykoaktive egenskaber af kaffe og i evnen af kaffe til at reducere de patologiske konsekvenser af stress.
Det er lykkedes finske forskere at skabe bioteknologisk kaffe, lavet ved hjælp af cellekulturer.

## Arter af kaffe
Der findes forskellige sorter af kaffe med hver deres kvaliteter.
- Arabica (Coffea arabica)
- Liberia-Kaffe (Coffea liberica)
- Excelsa-kaffe (Coffea dewevrei)
- Robusta-Kaffe (Coffea canephora)
- Coffea stenophylla - en mere robust kaffesort [20]
- Kona-kaffe – kaffe fra Kona-distriktet på Hawaii.

### Arabica
Arabica-kaffe kommer fra bønnerne fra træet, som går under det botaniske navn Ægte Kaffe og stammer fra Etiopien. Arabica betragtes som den kaffe, der har den bedste smag. Desværre er udbyttet også det laveste, og sorten er mere sårbar over for sygdomme, parasitter og insektangreb. Arabica udgør 70-75 % af verdens kaffeproduktion.

### Robusta
Robusta-kaffe (Coffea canephora) stammer fra Den Demokratiske Republik Congo. Den er, som navnet antyder, mere robust end arabicaen, men har desværre en mindre værdsat smag, hvor bitterstofferne fylder mere.
Udover disse kaffesorter findes Liberia-kaffe (Coffea Liberica) og Excelsa-kaffe (Coffea dewevrei).
Kaffebønnen har ingen smag, før den bliver ristet.

## Høst og forarbejdning af kaffe
Når kaffebærrene er modne, skal de hurtigst muligt plukkes. Høsten foregår på forskellige tidspunkter, som kommer an på hvor modne bærrene er. De fleste kaffebær behøver håndplukning, når det kommer til kvalitet. Arbejderne samler kun modne bær i en kurv og jonglerer med kurven, for at sortere bærrene for jord, blade og kviste.
I Brasilien anvendes maskiner til høst, for at spare tid. Brasilien er verdens førende i kaffeproduktion .
Forarbejdning frigør kaffebønnen for frugtkødet og fra pergamenthinden og sølvhinden(Silverskin). Der er to metoder:

### Den tørre metode
Den tørre metode tørrer bærrene under solen, men først skal det skylles for defekte bær og alt for modne bær så kun de perfekte er tilbage. Bærrene hældes ud på en måtte i solen, hvor de er 3-4 uger om at tørre. Når det regner og når natten falder på dækkes bærrene, for at holde dem tørre.

### Den våde metode
Den våde metode kræver udstyr, tid og meget vand. Behandlingen begynder med skylning for at sortere defekte og overmodne bær væk. Bærrene hældes i en kanal, hvor frugtkødet(pulpen) fjernes ved hjælp af en afpulpningsmaskine. Efter pulpen er fjernet sies det og kommer videre i en gæringstank for at fjerne frugtkød og slimen ved hjælp af naturlige enzymer. Bærrene ligger i blød ca. 36. timer, og det bliver kontrolleret, så det ikke gærer for meget og mister smagen.

## Kaffebrygning
Kaffe brygges ved at tilsætte varmt vand til malede kaffebønner. Dette kan gøres ved flere metoder, disse inkluderer kaffefilter, perkolator, stempelkande og traditionel kaffemaskine.
Papirkaffefiltre blev opfundet i Tyskland i 1908 af Melitta Bentz og er almindeligt benyttet til filterkaffe over hele verden. I 1954 blev den første elektriske kaffemaskine "Wigomat" opfundet og patenteret af Gottlob Widmann.
Kolbekaffe laves i en kaffekolbe, også kaldet en Perkolator, hvor vandet hældes i den nederste del og bønnerne hældes i den øverste del. Vandbeholderen opvarmes, hvorved det kogende vand presses op i den øverste beholder til kaffen. Når næsten alt vandet er steget her op tages kolben af ilden, og kaffen synker ned i kolben, hvorefter den er drikkeklar.
Stempelkaffe laves ved, at varmt vand (ikke kogende) hældes over groft malet kaffe i en stempelkande; efter et stykke tid (3-5 min.) sænkes et stempel ned, så kaffegrumset bliver skilt fra væsken. Det skal dog bemærkes at kaffegrumset ikke bliver skilt helt fra kaffen, og at der derfor fortsat bliver brygget. Dette gør kaffen overbrygget og bitter. Til gengæld bevirker de relativt lave temperaturer, som stempelkaffe tilberedes ved, at de aromatiske stoffer, der ses som små perler af flygtige olier i overfladen af væsken, bedre bevares end f. eks. kolbekaffe eller kogekaffe.
Kogekaffe laves ved at hælde kaffe i en gryde eller lignende med kogende vand, og brygget koger så videre nogle minutter. Metoden er meget udbredt i f.eks. Norge, samt ses ofte i westernfilm.
Tyrkisk kaffe er en variant af kogekaffe; kaffen er meget fintmalet, nærmest som støv, og gives sammen med sukker efter smag et opkog i en mindre kande, på tyrkisk kaldet cezve, som har et langt skaft og i traditionelle udformninger er af kobber eller messing, hvis indre vægge er fortinnet. Den drikkes af små kopper på 60-100 ml. Tyrkisk kaffe, som må regnes for den variant, som europæerne oprindeligt mødte i 1500- og 1600-tallet, er meget udbredt fra Balkanhalvøen og længere syd- og østover; i Orienten er der ofte tilsat kardemomme til bønnen.
Koldbrygget kaffe (engelsk: Cold brew coffee) er en kaffedrik, hvor brygningen foregår uden varmt vand og i adskillige timer. Koldbryg skal ikke forveksles med iskaffe, der brygges med varmt vand og nedkøles.
Pulverkaffe (i nogle tilfælde kendt under varemærkenavnet Nescafé) er kaffe, der er lavet og herefter frysetørret. Det er et pulver, som kan opløses i varmt vand, så man får kaffe. Dette produkt har egentligt ikke noget med smagen af kaffe at gøre, da kaffebønnerne (ofte af lav kvalitet) har været igennem så mange processer, at smagen er svær at genkende. Koffeinen fra kaffebønnerne bliver dog bibeholdt i denne drik.
Kaffepods eller kapselkaffe. Gennem de senere år har brygning af kaffe med de såkaldte pods vundet mere indpas. Ved at anvende pods brygges kaffen med en nøjagtig afvejning af den mængde kaffe, der skal anvendes. En kaffepod er en lille "pude" af kaffe, lagt i et filter, som lægges ned i maskinen, hvorefter vandet presses gennem kaffen i filteret. Dette giver en espresso, som Politikens testere oplevede som vandet i munden og samtidig for kraftig og bitter i smagen.
Iskaffe kan teoretisk set anvende en hvilkensomhelst af de ovennævnte metoder. Efter brygningen nedkøles kaffen, eksempelvis ved at den blandes med flødeis. Det er muligt at finde en lignende slags "iskold kaffe" på salg i supermarkeder af mærkerne Frappuccino og Coolatta.

## Kuriosum
Jordemoderkaffe er betegnelsen for meget stærk kaffe. Bag begrebet ligger tanken om, at jordemødre drikker den stærke kaffe for at kunne holde sig vågne, hvis fødslen trækker ud.

## Eksterne links
- Too Much Coffee An independent forum for European coffee enthusiasts
- 2002-03-08, Sciencedaily: Coffee May Help Prevent Cavities Citat: "...Instant coffee had a somewhat higher level of inhibitory activity against S. mutans...“caffeine is not involved in the antiadhesive properties of coffee solutions,”...“Nevertheless,” the researchers conclude, “we can hypothesize that due to both antibacterial and anti-adhesive activity, coffee might reduce S. mutans colonization of [the] tooth surface and might be effective in preventing S. mutans-induced tooth decay.”..."
- Artikel fra Helsenyt om kaffe og kolesterol Arkiveret 2. november 2006 hos  Wayback Machine
- Kaffe var kun for de fine Arkiveret 28. september 2007 hos  Wayback Machine Artikel fra Dansk Folkemindesamlings www.dagligliv.dk